# 惠特尼峰
惠特尼峰（英語：Mount Whitney）是位於美國加利福尼亞州內華達山脈中的一座山峰。惠特尼峰海拔高度為4,421公尺，是美國本土最高的山峰。惠特尼峰位於美洲杉國家公園內。名稱來自於當時在加利福尼亞州進行考查的哈佛大學地理教授約西亞·惠特尼（Josiah Whitney）。